# Protesty w Algierii (2019–2020)
Protesty w Algierii – seria antyrządowych protestów w Algierii trwająca od 22 lutego 2019 do 20 marca 2020. Bezpośrednią przyczyną ich zaistnienia był sprzeciw wobec starania się o piątą z rzędu reelekcję przez prezydenta Abd al-Aziza Buteflikę. Największe demonstracje odbywały się w stolicy kraju, Algierze, gdzie uczestniczyło w nich ok. pół miliona osób. Jedną z najliczniejszych grup spośród protestujących stanowiła młodzież studencka. Protesty miały na ogół charakter pokojowy. Ich głównym rezultatem było ustąpienie prezydenta Butefliki oraz premiera Ahmada Ujahji.

## Przyczyny
Abd al-Aziz Buteflika sprawował urząd prezydenta nieprzerwanie od wyborów w 1999 r. Objął go jeszcze w czasie trwającej od 1991 wojny domowej. Następnie wygrywał wybory jeszcze trzykrotnie, tj. w 2004, 2009 i 2014 r. Jako jeden z nielicznych autokratów nie został obalony w czasie arabskiej wiosny w 2011 roku. W 2016 r. uchwalono nową konstytucję Algierii, w której ograniczono możliwość sprawowania kadencji prezydenta do dwóch. Jednakże zmiana prawa nie uwzględnia minionych już kadencji, co umożliwiało Buteflice pozostanie nadal u władzy. Gdyby nie wystartował lub przegrał jego kadencja miała zakończyć się zgodnie z prawem 28 kwietnia 2019 roku.
Niezadowolenie społeczne wobec prezydenta spowodowane było złą sytuacją gospodarczą i polityczną w kraju. Wskaźnik bezrobocia wśród młodych wynosił 25%. Władzy publicznej, w której najważniejszą osobą był Buteflika zarzucano nieefektywność, skorumpowanie, nepotyzm oraz łamanie praw człowieka.

## Przebieg

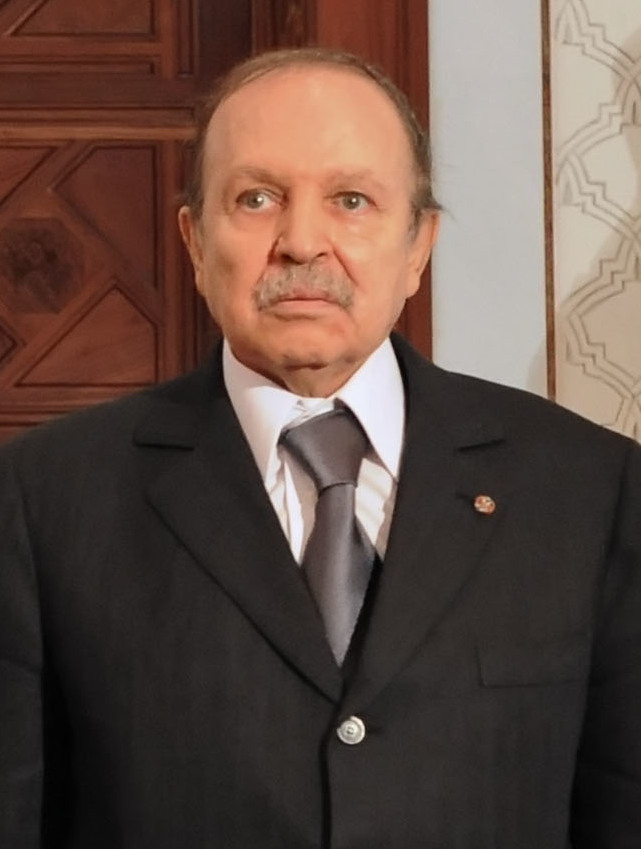
Prezydent Abd al-Aziz Buteflika (2008)

18 lutego 2019 Buteflika wydał dekret, w którym ogłosił datę wyborów prezydenckich na 18 kwietnia 2019. Wcześniej spekulowano na temat przesunięcia daty ich przeprowadzenia. Pierwsza znacząca demonstracja miała miejsce w Algierze 22 lutego, została zorganizowana spontanicznie za pośrednictwem Facebooka. W czasie jej trwania demonstranci usunęli z fasady budynku głównego poczty portret Butefliki. Z czasem protesty rozprzestrzeniły do innych większych i średnich miast. W czasie zgromadzeń dochodzi do starć z policją, która używa gazu łzawiącego wobec protestujących.
Liczna algierska emigracja we Francji zorganizowała 3 marca w Paryżu, Marsylii i Tuluzie własne antyrządowe protesty, w których we wszystkich łącznie uczestniczyło kilka tysięcy osób.
8 marca 2019 Buteflika ogłosił, że jeśli wygra najbliższe głosowanie to dobrowolnie zrezygnuje z prezydentury, co spowodowałoby rozpisanie przedterminowych wyborów, w których zapowiedział, że nie wystartowałby. Nie przyczyniło się to do zmniejszenia napięć. 11 marca 2019 Buteflika zrezygnował z kandydowania w najbliższych wyborach, jednocześnie przesuwając datę ich przeprowadzenia na czas nieokreślony oraz zapowiadając reorganizację rządu. Dotychczasowy premier Ahmed Ujahia podał się do dymisji, jego następcą został Nureddin Bedui będący ministrem spraw wewnętrznych.
26 marca szef sztabu generalnego sił zbrojnych Algierii generał Gaed Salah publicznie przychylił się do ewentualnego odwołania Butefliki przez Radę Konstytucyjną. Przyczyną odwołania ma być zły stan zdrowia uniemożliwiający sprawowanie funkcji prezydenta. 2 kwietnia 2019 prezydent Buteflika ustąpił ze stanowiska prezydenta Algierii. Tymczasowo funkcję objął przewodniczący wyższej izby parlamentu Abd al-Kadir Bensalah. Po dymisji prezydenta zapowiedziano przeprowadzenie wyborów prezydenckich w ciągu trzech miesięcy.
W zaplanowanych na 12 grudnia wyborach prezydenckich wystartowało pięciu kandydatów. W dniu wyborów miały miejsce w Algierze i innych dużych miastach zamieszki, które policja rozpędzała, aresztując kilkadziesiąt osób. Demonstranci i opozycja wezwały do bojkotu wyborów, gdyż wszystkich pięciu kandydatów w wyborach to premierzy i ministrowie z okresu rządów Butefliki. Z powodu demonstracji kandydaci nie byli w stanie organizować wieców wyborczych i prowadzić kampanii w terenie. Powiązane z dotychczasowym rządem tymczasowe władze i armia ostro potępiły bojkot i określiły wzywających do niego opozycjonistów mianem zdrajców. Równocześnie skompromitowany w oczach opozycji tymczasowy rząd usiłował uspokojenia nastrojów za pomocą aresztowań i wyroków wobec niektórych dawnych dygnitarzy.
W marcu 2020 liderzy opozycji wezwali swoich zwolenników do zawieszenia co tygodniowych protestów i kontynuacji działalności opozycyjnej w mediach społecznościowych, aby nie przyczyniać się do rozprzestrzeniania się epidemii COVID-19.